# Ashbourne
Ashbourne, històricament anomenat Killeglan o Kildeglan (en irlandès Cill Dhéagláin, "l'església de Déaglán"), és una ciutat del comtat de Meath (Irlanda). Situada a 20 km al nord de Dublín, per aquesta ciutat hi passa l'autopista M2.

## Història
Excavacions recents han demostrat que l'àrea al voltant d'Ashbourne ha estat habitada, com a mínim, des del Neolític. A Rath, al nord del centre de la ciutat, hi ha un jaciment de l'edat de bronze descobert en el transcurs de les obres de l'autopista M2. A més, excavacions desenvolupades al voltant del cementiri de Killegland han descobert restes d'un assentament cristià molt antic, amb soterranis, plantes de cases i un tancat al voltant de les restes de l'església, visible des del cementiri. Això enllaçaria el nom de Killegland, que vol dir Església de Déaglán, amb un assentament cristià a la zona previ a l'aparició de Sant Patrici. Les excavacions desenvolupades a l'emplaçament del supermercat Lidl han revelat la ciutat medieval original, amb restes de cases, camps associats, estris de pesca i rastres de molins.
Hugh de Lacy, senyor de Meath, va iniciar la construcció de cases fortificades, anomenades motte and bailey, amb l'objectiu de protegir-se dels irlandesos natius, en cas que aquests es reagrupessin i ataquessin. Les restes d'una d'aquestes construccions es pot veure a Ratoath, a 5 km d'Ashbourne.
Un cop establert, Hugh de Lacy va dividir la terra entre el seu exèrcit. Bona part de Killeglan fou adjudicada a una família anomenada Wafre, el 1220. Aquesta família hi visqué fins al 1420, havent construït una torre el darrer dels seus membres (una casa fortificada normalment anomenada castell). Aquest castell i les terres del voltant van passar a ser propietat de la família Segrave, que en fou la propietària fins al 1649. El primer membre d'aquella família citat a les fonts fou Richard Sydgrave, Baró en Cap del Jutjat irlandès (Irish Exchequer), entre 1423 i 1425. Aviat la família es convertí en una de les famílies més influents i riques d'Irlanda (sense comptar l'aristocràcia), al llarg del segle xvi, amb dos membres aconseguint ocupar el càrrec polític més important del país, com és el de Canceller del Jutjat, mentre que un altre fou Gran Sheriff de Meath. Richard Segrave (mort el 1598) i el seu fill, Patrick Segrave, foren jutges de la Cort de Justícia irlandesa.
Tot i així, el seu poder polític i les seves possessions els foren preses en el transcurs de les guerres de religió de 1641 a 1650. De fet, durant el període de Cromwell, el fill d'Oliver Cromwell, Henry, es va hostatjar durant un temps al castell de Killeglan. Amb la subjugació final dels irlandesos natius, després de 1690, i amb la imposició de la persecució religiosa al codi penal, un nou terratinent, Thomas Carter, es va fer amb les possessions de Killeglan. Tot i així, el nou propietari no hi visqué, motiu pel qual el castell es va anar malmetent, fins que va acabar en runes. La família Carter va ocupar diverses posicions de poder polític al llarg del segle xviii, però la seva fortuna va desaparèixer a principis del segle xix. Quan les propietats dels Carter van ser venudes la dècada de 1840, les terres de Killegland van ser comprades per Frederick Bourne.
Frederick Bourne era un emprenedor ric que havia fet fortuna amb el negoci de les carreteres i el transport. Abans del 1820 gairebé no hi havia carreteres a Irlanda. La normativa governamental permetia importants inversions en carreteres, fet que va provocar una millora en el correu postal. Bourne era propietari d'una companyia de carruatges de correu, i va finançar la construcció de carreteres, recuperant els diners mitjançant els peatges. Així, va finançar una secció de 10 milles de carretera entre Dublín i Killegland. A més, va decidir construir una petita ciutat amb una taverna, un hotel i d'altres petits negocis per fer diners amb els viatgers. Va construir la ciutat al costat del seu tram de carretera, i la va anomenar en honor del seu arbre preferit i a ell mateix, és a dir Ash (freixe) i Bourne. Això era el 1820.
La idea de Bourne va ser tot un èxit. No obstant, a partir del 1850 el tren va començar a prendre importància a les carreteres, fent que la fortuna de la família Bourne minvés. El 1821 la població de la ciutat era de 133, mentre que el 1841 havia crescut fins als 411 habitants. Desgraciadament, la Gran Fam va arribar al seu apogeu entre 1845 i 1851, fent baixar les xifres demogràfiques d'Ashbourne. Frederick Bourne va deixar les seves terres a Killegland, així com la ciutat, al seu fill Richard, el 1844. Aquest va viure a Ashbourne, essent la seva primera residència a l'Ashbourne House Hotel de Frederick Street. Posteriorment es faria construir una casa a Castle Street, prop dels darrers vestigis del castell de les famílies Wafre i Segrave. Richard es va casar amb la filla d'una família local adinerada, amb qui va tenir diversos fills. El més gran, Thomas, va heretar les terres del seu pare, convertint-se en el darrer senyor d'Ashbourne. Finalment va abandonar Irlanda, assentant-se a Northfleet, Kent (Anglaterra), el 1899. Les terres van ser venudes als inquilins locals.

## Veïns il·lustres
- Patrick Donohoe, receptor de la Creu Victòria
- Johnny Logan, cantant a Eurovisió
- Aengus Mac Grianna, presentador a la RTÉ